# Нарек
Нарек (арм. Նարեկ) — село в Араратской области Армении.

## География
Село расположено в западной части марза, на расстоянии 11 километров к северо-востоку от города Арташат, административного центра области. Абсолютная высота — 1030 метров над уровнем моря.
Климат
Климат характеризуется как семиаридный (BSk в классификации климатов Кёппена).

## История
Название присвоено в 1984 г. в честь Григора Нарекаци

## Население
| Год переписи | Население          | Население          | Население          | Население            | Население            | Население            |
| Год переписи | Наличное население | Наличное население | Наличное население | Постоянное население | Постоянное население | Постоянное население |
| Год переписи | Всего              | Мужчины            | Женщины            | Всего                | Мужчины              | Женщины              |
| ------------ | ------------------ | ------------------ | ------------------ | -------------------- | -------------------- | -------------------- |
| 2001         | 1075               | 562                | 513                | 1138                 | 602                  | 536                  |
| 2011         | 943                | 482                | 461                | 1001                 | 523                  | 478                  |